# Nothopleurus subcancellatus
Nothopleurus subcancellatus là một loài bọ cánh cứng trong họ Cerambycidae.